# باول فلانغن
باول فلانغن (بالإنجليزية: Paul Flanagan)‏ هو لاعب قذف أيرلندي، ولد في 16 سبتمبر 1992 في Ballyea, County Clare ‏ في جمهورية أيرلندا.